# Drassyllus broussardi
Drassyllus broussardi är en spindelart som beskrevs av Norman I. Platnick och Horner 2007. Drassyllus broussardi ingår i släktet Drassyllus och familjen plattbuksspindlar. Inga underarter finns listade i Catalogue of Life.